# Alalcomen
Alalcomen (en grec antic Ἀλαλκομένιον) era una antiga ciutat de Beòcia situada al peu del mont Tilphossion una mica a l'est de Coronea i prop del llac Copais.
Era famosa perquè es deia que allà hi havia nascut Atena on tenia un culte especial, deessa a la que Homer, a la Ilíada li dona l'epítet d'Alalcomenea (Ἀλαλκομενηΐς). El temple de la deessa es trobava a poca distància de la ciutat, al Tritó, un petit rierol que desembocava al llac Copais.
Vora el poble modern de Sulinari, s'ha identificat el lloc d'Alalcomen, on hi ha alguns fonaments poligonals, aparentment els d'un sol edifici, que probablement són restes del períbol del temple. Tant la ciutat com el temple van ser saquejats per Sul·la, que es va endur l'estàtua de la deessa. En parlen Estrabó, Pausànias i Esteve de Bizanci.
El nom li venia d'Alalcomenia, una filla d'Ògig, rei de Beòcia i fill de Posidó.